# Orbeni
Orbeni è un comune della Romania di 4 081 abitanti, ubicato nel distretto di Bacău, nella regione storica della Moldavia.